# Women's College Hospital
Le Women's College Hospital est un centre hospitalier universitaire située dans le centre-ville de Toronto, en Ontario, au Canada. Il est spécialisé en gynécologie obstétrique et en soins ambulatoires.
L'établissement ouvre ses portes le 1er octobre 1883 et est, lors de son ouverture, le premier établissement hospitalier universitaire de Toronto à admettre en son sein des femmes. Il déménage dans ses locaux actuels en 1935, et devient affilié à l'Université de Toronto en 1961.